# Chloroclystis vieta
Chloroclystis vieta är en fjärilsart som beskrevs av Hudson 1951. Chloroclystis vieta ingår i släktet Chloroclystis och familjen mätare. Inga underarter finns listade i Catalogue of Life.